# صموئيل إثيريدغ
صموئيل إثيريدغ هو سياسي أمريكي، ولد في 15 أبريل 1788، وتوفي في 18 فبراير 1864. نشط حزبياً في الحزب الديمقراطي. وقد انتخب عضو مجلس ولاية ميشيغان ‏.